# Liste der Baudenkmale in Rieps
In der Liste der Baudenkmale in Rieps sind alle denkmalgeschützten Bauten der mecklenburgischen Gemeinde Rieps und ihrer Ortsteile aufgelistet. Grundlage ist die Veröffentlichung der Denkmalliste des Kreises Nordwestmecklenburg mit dem Stand vom 16. September 2020.

## Baudenkmale nach Ortsteilen

### Raddingsdorf
| ID   | Lage         | Bezeichnung | Beschreibung | Bild |
| ---- | ------------ | ----------- | ------------ | ---- |
| 1079 | Dorfstraße 4 | Büdnerei    |              |      |

### Wendorf
| ID   | Lage       | Bezeichnung           | Beschreibung | Bild |
| ---- | ---------- | --------------------- | ------------ | ---- |
| 1490 | Am Anger 5 | Bauernhaus (von 1828) |              |      |

## Quelle
- Denkmalliste des Landkreises Nordwestmecklenburg (Stand: 9. November 2023; PDF, 1,2 MByte)

- Karte mit allen Koordinaten:
- OSM |
- WikiMap